# Fažanski kanal
Fažanski kanal je tjesnac između otoka Brijuni i obale kopna omeđen sponicom od rta Barbariga na kopnu do grebena Kabula na sjevernom kraju otočja Brijuni, te spojnicom od rta Proština na kopnu do rta Peneda na najjužnijem kraju otoka Veli Brijun. Istočna obala kanala je kamenita i ispred nje su brojne plićine udaljene 200-400 m od obale. Ispred istočne obale otoka Veliki Brijun je plitko i puno plićina. U južnom dijelu kanala su otočići Sv. Jerolim i Kotež.

## Vremenske prilike
Bura može puhati velikom brzinom, ali zbog ograničenog privjetrišta ne stvara valove koji ometaju plovidbu. Jaki sjeverozapadni vjetrovi uzrokuju jače valovito more, naručito u sjevernom dijelu kanala. U južnom dijelu kanala jugoistočni i jugozapadni vjetrovi uzrokuju jače valovito more.
Magla se javlja prosječno desetak dana u godini, naručito u zimskim mjesecima.

## Morske struje
Stalna struja ima smjer sjeverozapada, ali vjetrovi i morske mijene utječu na njezin smjer i brzinu. Tako za vrijeme plime (prema sjeverozapadu) brzina struje može biti do 1,5 čv, a ako pušu južni vjetrovi, i do 2 čv. Struja oseke ponekad je jača od stalne struje pa rezultirajuća struja ima smjer jugoistoka.

## Sidrišta
Jedina luka na obali je Fažana, ali zato ima nekoliko dobrih sidrišta za manja plovila naročito za vjetrove iz jugozapada i jugoistoka i to ispred Fažane te u uvalama Marić, Peroj, Runci i Verige gdje dno drži dobro.

## Ostalo
U kanalu ima dosta plićina na koje treba paziti. Sve su označene. U sjevernom dijelu kanala je plićina Mrtulin zapadno od rta Mrtulin. U južnom dijelu nalaze se plićine južno od luke Fažana, plićina Slavulja ispred rta Slavulja na sjeverozapadnom kraku Velog Brijuna, plićina Rankun ispred rta Rankun istočno od Velog Brijuna te plićina Kotež na sredini kanala oko 0,4 nm sjeverozapadno od otočića Kotež.
Između luke Fažana i Brijuna nalaze se položeni cjevovodi i kabeli.